# Conus flavus
Conus flavus („gelber Kegel“) ist der Name einer Schnecke aus der Familie der Kegelschnecken (Gattung Conus), die im westlichen Pazifischen Ozean verbreitet ist und Fische frisst.

## Merkmale
Conus flavus trägt ein mittelgroßes, festes Schneckenhaus, das bei ausgewachsenen Schnecken 5 bis 6 cm Länge erreicht. Der Körperumgang ist fast zylindrisch, der Umriss im Drittel am Apex konvex, zur Basis hin eher gerade. Das Gewinde ist mäßig hoch, sein Umriss konkav, die Schulter gerundet. Auf den Umgängen des Gewindes verlaufen 4 bis 5 spiralige Furchen. Auf dem Körperumgang verlaufen im Drittel zur Basis hin spiralige Furchen, manchmal in Zweiergruppen. Seine gesamte Oberfläche ist mit 60 bis 80 feinen, spiralig verlaufenden Fäden bedeckt.
Die Grundfarbe der leicht glänzenden Gehäuseoberfläche ist strohgelb bis orangegelb, die Schulter heller. Auf den Philippinen kann es zudem mit schokoladenbraunen, axial orientierten Flecken bedeckt sein. Die ersten 4 bis 5 Umgänge des Gehäuses sind ganz braun. Das Innere der Gehäusemündung ist am Rand hell und mehr im Inneren orange. Das durchscheinende Periostracum ist dunkelbraun, doch ist die feine Skulpturierung des Körperumgangs sichtbar.
Der Fuß der Schnecke ist gelblich-braun. Die Proboscis ist gestreift und ähnelt dem Arm eines Schlangensterns.
Die mit einer Giftdrüse in Verbindung stehenden Radulazähne haben einen recht einheitlichen schmalen Schaft und haben an der Spitze kaum Fortsätze, sind aber auf einem kurzen Stück mit 5 bis 8 stumpfen, in einem Zacken in der Mitte des Schafts endenden Zähnchen gesägt. An der Basis sitzt ein Sporn.

## Verbreitung und Lebensraum
Conus flavus ist in einem vergleichsweise kleinen Teil des Indopazifiks beziehungsweise des westlichen Pazifischen Ozeans um die Philippinen, Neuguinea, die Salomonen und Fidschi verbreitet. Er lebt in Meerestiefen von 10 bis 30 m aus Sand und schlammigem Untergrund.

## Entwicklungszyklus
Wie alle Kegelschnecken ist Conus flavus getrenntgeschlechtlich, und das Männchen begattet das Weibchen mit seinem Penis. Aus den vom Weibchen abgelegten Eikapseln schlüpfen Veliger-Larven, die zunächst frei schwimmen, bevor sie niedersinken und zu kriechenden Schnecken metamorphosieren.

## Ernährung
Die Beute von Conus flavus besteht aus Fischen, die er nachts jagt und mit seinen giftigen Radulazähnen sticht. Die gestreifte Proboscis ähnelt dem Arm eines Schlangensterns und wird von Fischen offenbar mit deren Beutetieren verwechselt. Ist der Fisch nahe genug herangeschwommen, sticht die Kegelschnecke ihn mit dem Zahn, injiziert das Gift und zieht ihn dann zurück. Anders als bei anderen fischfressenden Kegelschnecken bleibt das Opfer nicht am Zahn des Räubers hängen, sondern die Schnecke folgt der Beute, bis diese durch das Gift unbeweglich wird, und verschluckt sie dann.